# Hemidactylus brasilianus
Hemidactylus brasilianus este o specie de șopârle din genul Hemidactylus, familia Gekkonidae, descrisă de Amaral 1935. Conform Catalogue of Life specia Hemidactylus brasilianus nu are subspecii cunoscute.